# جورج كابالو
جورج كابالو (بالإنجليزية: George Chuvalo)‏ مواليد 12 سبتمبر 1937 في تورونتو، هو ملاكم كندي سابق صنّف ضمن فئة الوزن الثقيل.

## إحصائيات
خاض خلال مسيرته 93 نزالا، فاز في 73 وتعادل في 2 وخسر في 18. فاز بالضربة القاضية في 64 نزالا.

## وصلات خارجية
- جورج كابالو على موقع IMDb (الإنجليزية)
- جورج كابالو على موقع الموسوعة البريطانية (الإنجليزية)
- جورج كابالو على موقع قاعدة بيانات الفيلم (الإنجليزية)
- جورج كابالو على موقع بوكس ريك (الإنجليزية) (registration required)
- جورج كابالو على موقع قاعة كندا للمشاهير الرياضية (الإنجليزية)
- جورج كابالو على موقع قاعة أونتاريو للمشاهير الرياضية (مؤرشف) (الإنجليزية)

- الموقع الرسمي